# Tweelijnige landplatworm
De tweelijnige landplatworm (Rhynchodemus sylvaticus) is een platworm uit de orde Tricladida.

## Naam
Het geslacht Rhynchodemus, waarin de platworm wordt geplaatst, wordt tot de familie Geoplanidae gerekend. De wetenschappelijke naam van de soort werd voor het eerst geldig gepubliceerd in 1851 door Joseph Leidy.
De soortaanduiding sylvaticus komt uit het Latijn en betekent 'van het bos'

## Uiterlijke kenmerken
Rhynchodemus sylvaticus is een kleine soort die een lichaamslengte bereikt van ongeveer 1,5 tot twee centimeter. De lichaamskleur is grijsbruin, de onderzijde is lichter. De platworm heeft twee donkere lengtestrepen, bovenop het lichaam is een donkere vlek aanwezig. De kop is spits en bezit twee duidelijk zichtbare zwarte ogen.

## Algemeen
De worm is tweeslachtig. De soort leeft op het land, nabij zoet water of onder andere vochtige omstandigheden, zoals onder rottend hout in de schaduw. De platworm is inheems in Nederland maar er zijn weinig vindplaatsen.